# Nuoto ai XVI Giochi paralimpici estivi - Uomini 50 metri stile libero
Le gare di nuoto 50 metri stile libero uomini ai XVI Giochi paralimpici estivi si sono svolte tra il 25 agosto e il 2 settembre 2021 presso il Tokyo Aquatics Centre. 

## Programma
Sono stati disputati 8 eventi, articolati in una serie di batterie di qualificazione in mattinata; la finale è stata disputata nel pomeriggio/sera del medesimo giorno.
| Evento | Data   | Data   | Data   | Data   | Data   | Data   | Data   | Data   | Data   | Data   | Data   | Data   | Data   | Data   | Data  | Data  | Data  | Data  |
| Evento | Mer 25 | Mer 25 | Gio 26 | Gio 26 | Ven 27 | Ven 27 | Sab 28 | Sab 28 | Dom 29 | Dom 29 | Lun 30 | Lun 30 | Mar 31 | Mar 31 | Mer 1 | Mer 1 | Gio 2 | Gio 2 |
| Evento | M      | P      | M      | P      | M      | P      | M      | P      | M      | P      | M      | P      | M      | P      | M     | P     | M     | P     |
| ------ | ------ | ------ | ------ | ------ | ------ | ------ | ------ | ------ | ------ | ------ | ------ | ------ | ------ | ------ | ----- | ----- | ----- | ----- |
| S3     |        |        |        |        |        |        |        |        |        |        |        |        |        |        |       |       | B     | F     |
| S4     |        |        |        |        |        |        |        |        |        |        |        |        |        |        |       |       | B     | F     |
| S5     |        |        |        |        |        |        |        |        |        |        |        |        |        |        | B     | F     |       |       |
| S7     |        |        |        |        |        |        |        |        |        |        |        |        | B      | F      |       |       |       |       |
| S9     |        |        |        |        |        |        |        |        | B      | F      |        |        |        |        |       |       |       |       |
| S10    | B      | F      |        |        |        |        |        |        |        |        |        |        |        |        |       |       |       |       |
| S11    |        |        |        |        | B      | F      |        |        |        |        |        |        |        |        |       |       |       |       |
| S13    |        |        |        |        |        |        |        |        | B      | F      |        |        |        |        |       |       |       |       |

| M | mattina | P | Pomeriggio/sera |

| B | Batterie di qualificazione | F | Finale per medaglia d'oro |

## Risultati
Tutti i tempi sono espressi in secondi.

### S3
| Pos. | Atleta                        | Nazione  | Tempo | Note |
| ---- | ----------------------------- | -------- | ----- | ---- |
|      | Diego Lopez Diaz              | Messico  | 44,66 |      |
|      | Zou Liankang                  | Cina     | 45,25 |      |
|      | Denys Ostapchenko             | Ucraina  | 45,95 |      |
| 4    | Jesus Hernandez Hernandez     | Messico  | 46,19 |      |
| 5    | Josia Tim Alexander Topf      | Germania | 47,09 |      |
| 6    | Serhii Palamarchuk            | Ucraina  | 47,61 |      |
| 7    | Vincenzo Boni                 | Italia   | 47,68 |      |
| 8    | Miguel Angel Martinez Tajuelo | Spagna   | 54,99 |      |

### S4
| Pos. | Atleta                | Nazione   | Tempo | Note                                |
| ---- | --------------------- | --------- | ----- | ----------------------------------- |
|      | Ami Omer Dadaon       | Israele   | 37,21 | Record paralimpico · Record europeo |
|      | Takayuki Suzuki       | Giappone  | 37,70 |                                     |
|      | Luigi Beggiato        | Italia    | 38,12 |                                     |
| 4    | Angel Camocho Ramirez | Messico   | 39,37 | Record panamericano                 |
| 5    | Liu Benying           | Cina      | 39,98 |                                     |
| 6    | Eric Tobera           | Brasile   | 41,46 |                                     |
| 7    | Ariel Malyar          | Israele   | 41,70 |                                     |
| –    | Arnošt Petráček       | Rep. Ceca | –     | squalificato                        |

### S5
| Pos. | Atleta                        | Nazione  | Tempo | Note                                 |
| ---- | ----------------------------- | -------- | ----- | ------------------------------------ |
|      | Zheng Tao                     | Cina     | 30,31 | Record paralimpico · Record asiatico |
|      | Yuan Weiyi                    | Cina     | 31,11 |                                      |
|      | Wang Lichao                   | Cina     | 31,35 |                                      |
| 4    | Daniel de Faria Dias          | Brasile  | 32,12 |                                      |
| 5    | Muhammad Nur Syaiful Zulkafli | Malaysia | 32,82 |                                      |
| 6    | Yaroslav Semenenko            | Ucraina  | 33,11 |                                      |
| 7    | Francesco Bocciardo           | Italia   | 33,22 |                                      |
| 8    | Sebastian Rodriguez           | Spagna   | 35,51 |                                      |

### S7
| Pos. | Atleta                | Nazione   | Tempo | Note         |
| ---- | --------------------- | --------- | ----- | ------------ |
|      | Andrii Trusov         | Ucraina   | 27,43 |              |
|      | Carlos Serrano Zarate | Colombia  | 27,84 | (eguagliato) |
|      | Yevhenii Bohodaiko    | Ucraina   | 27,99 |              |
| 4    | Egor Efrosinin        | RPC       | 28,31 |              |
| 5    | Matthew Levy          | Australia | 28,39 |              |
| 6    | Mark Malyar           | Israele   | 28,49 |              |
| 7    | Wei Soong Toh         | Singapore | 28,65 |              |
| 8    | Federico Bicelli      | Italia    | 28,77 |              |

### S9
| Pos. | Atleta            | Nazione     | Tempo | Note                |
| ---- | ----------------- | ----------- | ----- | ------------------- |
|      | Simone Barlaam    | Italia      | 24,71 | Record paralimpico  |
|      | Denis Tarasov     | RPC         | 24,99 |                     |
|      | Jamall Hill       | Stati Uniti | 25,19 | Record panamericano |
| 4    | William Martin    | Australia   | 25,34 |                     |
| 5    | Fredrik Solberg   | Norvegia    | 25,53 |                     |
| 6    | Bogdan Mozgovoi   | RPC         | 25,56 |                     |
| 7    | Timothy Disken    | Australia   | 25,71 |                     |
| 8    | Yahor Shchalkanau | Bielorussia | 25,96 |                     |

### S10
| Pos. | Atleta               | Nazione   | Tempo | Note |
| ---- | -------------------- | --------- | ----- | ---- |
|      | Crothers Rowan       | Australia | 23,21 |      |
|      | Maksym Krypak        | Ucraina   | 23,33 |      |
|      | Phelipe Rodrigues    | Brasile   | 23,50 |      |
| 4    | Stefano Raimondi     | Italia    | 23,74 |      |
| 5    | Thomas Gallagher     | Australia | 24,16 |      |
| 6    | Dmitrii Bartasinskii | RPC       | 24,48 |      |
| 7    | Dmitry Grigoryev     | RPC       | 24,61 |      |
| 8    | David Levecq         | Spagna    | 25,08 |      |

### S11
| Pos. | Atleta                         | Nazione    | Tempo | Note |
| ---- | ------------------------------ | ---------- | ----- | ---- |
|      | Wendell Belarmino Pereira      | Brasile    | 26,03 |      |
|      | Hua Dongdong                   | Cina       | 26,18 |      |
|      | Edgaras Matakas                | Lituania   | 26,38 |      |
| 4    | Yang Bozun                     | Cina       | 26,98 |      |
| 5    | Mykhailo Serbin                | Ucraina    | 27,18 |      |
| 6    | Matheus Rheine Correa de Souza | Brasile    | 27,26 |      |
| 7    | Wojchiech Makowski             | Polonia    | 27,83 |      |
| 8    | Marco Meneses                  | Portogallo | 28,02 |      |

### S13
| Pos. | Atleta                | Nazione     | Tempo | Note               |
| ---- | --------------------- | ----------- | ----- | ------------------ |
|      | Ihar Boki             | Bielorussia | 23,21 | Record paralimpico |
|      | Illia Yaramenko (S12) | Ucraina     | 23,70 |                    |
|      | Maksym Veraksa (S12)  | Ucraina     | 23,83 |                    |
| 4    | Raman Salei (S12)     | Azerbaigian | 23,85 |                    |
| 4    | Islam Aslanov         | Uzbekistan  | 23,85 |                    |
| 6    | Dzmitry Salei         | Bielorussia | 24,23 |                    |
| 7    | Oleksii Virchenko     | Ucraina     | 24,29 |                    |
| 8    | Nicolas Guy Turbide   | Canada      | 24,59 |                    |